# Емілія Скавра
Емілія Скавра (*Aemilia Scaura, між 102 до н. е. та 100 до н. е. — 82 до н. е.) — римська матрона часів Римської республіки.

## Життєпис
Походила з патриціанського роду Еміліїв. Донька Марка Емілія Скавра, консула 115 року до н. е., і Цецилії Метелли.
У першому шлюбі була з Манієм Ацилієм Глабріоном. У 82 році до н. е., попри вагітність, була змушена розлучитися з першим чоловіком і вийти заміж за Гнея Помпея, оскільки її вітчим Луцій Сулла бажав породичатися з Помпеєм. Невдовзі померла при пологах, народивши сина Марка.